# The Scaffold
The Scaffold fue un grupo musical, comediante y poético originado de Liverpool, Inglaterra, destacaba en él su intérprete musical Mike McGear (su nombre real era Peter Michael McCartney, hermano de Paul McCartney), el poeta Roger McGough y por último John Gorman artista de cómic.

## Carrera

### Visión general
En 1962 los miembros del Scaffold aún eran parte de un grupo conocido como "The Liverpool One Fat Lady All Electric Show", McGough fue también un miembro fundador de este pequeño grupo.
Trabajaron como trío exclusivamente bajo el nombre "The Scaffold" desde 1964, Gorman, McGear y McGough dieron a conocer una mezcla de canciones de cómic, croquis de comedia y poesía creada principalmente por McGough . A la vez que lanzaron nuevos singles y álbumes en Parlophone y EMI entre 1966 y 1971, con varios temas como Isla, Warner Bros y Bronce más tarde.
Su tema más conocido es "Lily the Pink", que llegó a ser número uno de Reino Unido en 1968. El grupo también compuso e interpretó la banda sonora de comedia para la televisión de BBC popular . Esta fue titulada como "The Liver Birds", esto último ocurrió en torno a 1960-1978
A pesar de que cada uno de ellos era un compositor talentoso e intérprete vocal distintivo, destacó McGear, quien incluso podría ser considerado como músico profesional: sus esfuerzos dentro de este ámbito eran por lo general eran aumentados con contribuciones por músicos de sesión. Elton John, Jack Bruce y Graham Nash son ejemplos de músicos que colaboraron con "The Scaffold" sobre todo durante sus inicios. Tim Rice, que en aquel momento era ayudante del productor Norrie Paramor, también contribuyó a respaldar vocales a algunos de sus materiales artísticos. Además, pese a no tener un contrato fijo dentro del grupo, mientras colaboró con este no pasó desapercibido. El guitarrista Andy Roberts también fue un colaborador musical frecuentemente reclamado alrededor de 1962, actuando como director musical en numerosos casos.
Además de sus famosos singles, su producción incluyó cuatro álbumes: The Scaffold on Parlophone en 1968, L. El P. En Parlophone en 1969, Fresh Liver on Island en 1973, y Sold Out  on Warner Brothers en 1975. A pesar de que sus primeros álbumes contuvieron una proporción más alta de material vivo y menos musical que sus singles, a menudo se centraban más en la poesía de McGough y mientras Gorman y McGear se dedicaban la mayor parte de su tiempo a la difusión de sus viñetas de cómic. Su álbum de debut fue muy esperado.
Los tres miembros también grabaron y trabajaron fuera de los límites del trío original: En 1968, incluso antes del lanzamiento de su debut original, McGough y McGear grabaron un álbum musical  sin Gorman , de estilo roquero, respaldados por Jimi Hendrix y Mitch Mitchell entre otros, y en 1971 el trío unió fuerzas con miembros anteriores de The Bonzo Dog Band y The Liverpool Scene para formar una especie de nuevo grupo conocido como Grimms (estos consiguieron hacer una gira por todo el país y lanzaron tres álbumes propios durante los primeros años de la década de los 70). McGear también sacó tiempo para grabar dos álbumes en solitario en 1972 y 1974.
El primer álbum de grandes hits de The Scaffold, titulado Singles Un es & B es, estuvo liberado en See for Miles Records en 1982.  Esto estuvo seguido por un gran colección de grandes hits , el primer en [ Disco Compact], The Scaffold: The Songs, en 1992.  Tres recopilaciones adicionales de la banda  Parlophone han sido liberadas desde entonces (dos de las cuales también incluyen la pista de The Warner Bros. “Liverpool Lou”

### Década de 1970
En 1970 The Scaffold protagonizó en algunas series infantiles de la BBC , Score with the Scaffold. El intro y el tema de cierre eran por lo general una versión acortada de uno de sus primeros singles '2 Days Monday'. En estos momentos el grupo también a la par grababa material con el fin de crear su estudio nuevo, pero aparte de unas cuantas canciones que se encontraron  a modo single ese año, mucho de ese material quedó olvidado hasta que se incluyó en una recopilación de 1998, The Scaffold at Abbey Road 1966-1971.
A comienzos de 1971 The Scaffold proporcionó algunas tonadas para incluir en una campaña de publicidad televisiva que consistía en la introducción del decimal currency en Reino Unido.  En esta series de informativos de apenas cinco minutos, se incluyeron pues canciones como "Give more, get change" y "Use your old coppers in sixpenny lots". En el mismo año, para ampliar s repertorio musical más allá del trío , entró como colaborador Andy Roberts el cual  fusionó  de Grimms con intérpretes como Neil Innes, Vivian Stanshall y Zoot Dinero, junto a McGough  y otros poetas de Liverpool como Adrian Henri y Brian Patten. Innes y Stanshall también pudieron oírse contribuyendo con The Scaffold a la vez que se hacían colaboraciones  para Parlophone o Do The Albert, donde también estuvieron presentes Keith Moon y Les Harvey.
En 1972, el grupo se encargó de media hora de una película musical titulada Plod basada en una producción más antigua centrada en torno al personaje Gorman. La película se rodó cerca de Liverpool, chicos del Instituto de Liverpool también tuvieron la gran oportunidad de participar en este proyecto. McGear aprovechó para lanzar su primer álbum en solitario, 'Woman' con algunos de los intérpretes musicales de Grimms, grupo que durante esta etapa se vio obligado a realizar muchas visitas a la ciudad de Liverpool.
A principios de1973 The Scaffold había transferido a Island Records y Fresh Liver,  su primer álbum lleno de material nuevo que habían estado recopilando desde 1969. El álbum nuevo, presentó repetidamente a la mayoría de los intérpretes musicales de Grimms, aunque claramente también estuvieron presentes sus componentes más antiguos, es decir McGough Y McGear, esta vez destacaron por tratar de componer utilizando expresiones más coloquiales que se parecían más al habla cotidiana. El trío entonces se concentró en su trabajo como parte de Grimms, hasta finales de año cuando McGear abandonó el grupo después de varios desacuerdos y discusiones con Brian Patten.
Después de grabar su álbum de solo próximo McGear y el 1974 éxito del-de Scaffold solo "Liverpool Lou" grabó con Paul McCartney y Wings , McGear reunió a The Scaffold para visitar y grabar su álbum final, Sold Out.  Siguiendo la plantilla puesta por Fresh Liver de más música y menos discurso, Sold Out  estuvo liberado temprano en 1975 en Warner Bros. Registros a disappointingly poca charanga. Después de que McGough y Gorman temporalmente decamped para participar en el final Grimms #elepé Sleepers en 1976 y Gorman liberó su álbum de solo, Va Hombre Gorman, El Scaffold movió a la etiqueta de Registros del Bronce y continuó visitar y liberando singles a través de 1977.  Después que el grupo amistosamente disbanded (a pesar de que  ha habido reencuentros ocasionales sobre los años, mayoritariamente para rendimientos vivos).

### Después del Scaffold
Después de lanzar unos cuantos singles más, McGear se retiró del negocio musical en la década de los 80. Al tener problemas relacionados en cuanto a derechos de autor y copyright con entidades falsas haciéndose pasar por él decidió dedicarse únicamente a trabajar como fotógrafo profesional y escritor. Gorman siguió mostrándose cara al público a través de sus regulares apariciones en programas televisivos infantiles como Tiswas durante los últimos años de los 70 y comienzos de los 80. Continuó actuando. McGough mientras  lanzó su álbumSummer With Monika (basado en su colección de poesía celebrada con el mismo nombre) en 1978. Desde entonces eso le ayudó a obtener más prestigio y y mantener activa su carrera artística, todavía apareciendo regularmente como intérprete vocal en televisión y radio británicas y  continúa siendo hoy en día un poeta altamente reconocido.
Se organizó una reunión para grabar una pista nueva para un álbum especial que conmemoraría Liverpool 2008 como "European Capital of Culture" , donde Michael McCartney y John Gorman representaron a The Scaffold en el Number One Concert. En 2009, el clásico lineup estuvo reunido en el club de jazz londinense de Ronnie Scott para un programa de televisión de la BBC, y en octubre de 2010 trabajaron para un Concierto de Gala en Shanghái, para celebrar el fin del Liverpool Pavilion como parte de la Expo Mundial. Compartieron el concierto con la Royal Liverpool Philharmonic Orchestra, OMD y la Liverpool Chinese Children´s Pagoda Orchestra. 
En agosto de 2013, McGear y Gorman tocaron frente una gran audiencia a nivel internacional en el O2 formando parte así del Liverpool Music Festival . En octubre de 2013 y 2014, ambos participaron también en el Heswall Festival.
McGear y Gorman negociaron con promotores en Japón para futuros proyectos en Tokio en 2015.[cita requerida]

## Discografía

### Singles
Liberaciones de Reino Unido
- "2 Days Monday" / "3 Blind Jellyfish" (Parlophone R 5443) mayo 1966
- "Goodbat Nightman" / "Long Strong Black Pudding" (Parlophone R 5548) Dic. 1966
- "Thank U Very Much" / "Ide B The First" (Parlophone R 5643) Nov 1967
- "  Do you Remenber?" / "Carry On Krow" (Parlophone R 5679) Mar. 1968
- "1@–2@–3" / "Today" (Parlophone R 5703) junio 1968
- "Lily the Pink" / "Buttons of your Mind" (Parlophone R 5734) Oct. 1968
- "Charity Bubbles" / "Goose" (Parlophone R 5784) junio 1969
- "#Gin Gan Goolie" / "Liver Birds" (Parlophone R 5812) Oct 1969
- "All The Way Up" / "Please Sorry" (Parlophone R 5847) junio 1970
- "Bus Dreams" / "If I Could Start All Over Again " (Parlophone R 5866) Oct 1970
- "Do The Albert" / "Commercial Break" (Parlophone R 5922) Oct. 1971
- "W.P.C. Hodges" / " I remenber" - Dos pistas de "Hígado Fresco" abonaron a John Gorman (Registros de Isla @– WIP 6151) 1973
- "W.P.C. Hodges" / "B Lado Tú Con Plod" - Manga de Cuadro con catálogo mismo numera tan encima, pero abonado a "P.C. Plod" (Registros de isla @– WIP 6151) 1973
- "Lily The Pink" / "Da las gracias a U Mucho" / "  Recuerdas?" (EMI 2085) Nov. 1973
- "Liverpool Lou" / "Diez Años Después de que encima Mermelada de Fresa" (Warner Bros K 16400) mayo 1974
- "La momia no Será Casa Para Navidad" / "El Viento está Soplando" (Warner Bros K 16488) Dic. 1974
- "Dejando de Liverpool" / "Paquete de Tarjetas" (Warner Bros K 16521) Mar. 1975
- " no Lo Tener gracia Si no Tuviste Una Nariz" / "Señor Noselighter" (Bronce BRO 33) Oct. 1976
- "Cómo D'Tú " / "Calzoncillo de Papel" (Bronce BRO 39) Abr. 1977
- "Lirio el Rosa" / "Da las gracias a U Mucho" / "  Recuerdas?" / "#Ginebra Gan Goolie" (EMI 2690) Oct. 1977

Liberaciones de EE.UU.
- "Thank U Very Much" / "Ide B The First" (Campana 701) Jan 1968
- "  Do you Remenber?" / "Lleva En Krow" (Campana 724) mayo 1968
- "Lirio los Botones" / "Rosas de Vuestra Mente" (Campana 747) Dic. 1968
- "Charity Borbotea" / "Ganso" (Bell B-821) Ago. 1969
- "Jalea Pájaros de Hígado" / "de Nube Cubiertos" (Bell B-849) 1969
- "Liverpool Lou" / "Diez Años Después de que encima Mermelada de Fresa" (Warner Bros WBS 8001) julio 1974

Liberaciones canadienses
- "" / "Ide B The first" (Capitol 72524) Feb. 1968
- "Lily the Pik" / "Rosas de Vuestra Mente" (Capitol 72562) 1968
- "Liverpool Lou" / "Diez Años Después de que encima Mermelada de Fresa" (Warner Bros WBS 8001) julio 1974

### Álbumes

#### Liberaciones de Reino Unido
- McGough Y McGear (Parlophone PMC 7047 [mono], PCS 7047 [stereo]) [#elepé] mayo 1968
- El Scaffold (Parlophone PMC 7051 [mono], PCS 7051 [stereo]) [#elepé] julio 1968
- L. El P. (Parlophone PMC 7077 [mono], PCS 7077 [stereo]) [#elepé] mayo 1969
- Hígado fresco (Isla ILPS 9234) [#elepé] mayo 1973
- Vendido Fuera (Warner Bros. K 56067) [#elepé] Feb. 1975
- El Scaffold Singles Un es y B es (Ve Para Millas CM 114) [#elepé] Oct. 1982 [Recopilación, conteniendo 22 EMI y Warner Bros pistas]
- McGough Y McGear (Parlophone PCS 7332) [#elepé] Abr. 1989 [Reestrena del 1968 álbum]
- McGough Y McGear (EMI CDP 7 91877 2) [CD] Abr. 1989 [Reestrena del 1968 álbum]
- El Mejor del EMI Años: El Scaffold, Las Canciones (EMI CDP 7 985022) [CD] Feb. 1992 [Recopilación, conteniendo 20 EMI pistas]
- El Muy Más del Scaffold (Sensato Compra WB 885572) [CD] Feb. 1998 [Recopilación, conteniendo 12 EMI y Warner Bros pistas]
- El Scaffold en Carretera de Abadía, 1966@–1971 (EMI 7243 496435 2 9) [CD] Ago. 1998 [la recopilación que contiene 27 EMI pistas, incluyendo 7 anteriormente unreleased]
- El Muy Más del Scaffold (EMI Oro 7243 5 38474 2 5) [CD] Mar. 2002 [Recopilación, conteniendo 26 EMI y Warner Bros pistas]
- Vivo en La Sala de Elizabeth de la Reina 1968 (Él ACMEM63CD) [CD] Ene. 2006 [Reestrena del 1968 álbum, El Scaffold, grabado se mantiene a base de 10 febrero 1968]
- Liverpool @– El Número Unos Álbum (EMI 50999 5 19522 2 8) [CD] Feb. 2008 [Multi-artista commemorative álbum, incluyendo una pista nuevamente grabada por Scaffold]

#### Liberaciones de EE.UU.
- Thank U Very Much(Campana 6018) [#elepé] Sept. 1968
- McGough Y McGear (Música Ida Real RGM-0025) [CD] Feb. 2012 [Reestrena del 1968 álbum]

#### Liberaciones japonesas
- Sold Out (Muskrat RATCD 4228) [CD] Aug 2004 [Reestrena del 1975 álbum]
- Fresh Liver (Isla UICY 94110) [CD] mayo 2009 [Reestrena del 1973 álbum]